# 松平宗武
松平 宗武（まつだいら むねたけ）は、江戸時代末期の大名、明治時代の華族（子爵）。丹後国宮津藩第7代（最後）藩主、初代（最後）知藩事。明治維新後に本庄姓に復し、本庄（または本荘） 宗武（ほんじょう むねたけ）と改めた。

## 生涯
弘化3年（1846年）6月9日、第6代藩主松平宗秀の五男として生まれる。慶応2年（1866年）の第二次長州征伐で父は老中・幕府軍長州征討補佐を務めていたが、幕府軍の戦況不利を見て独断で長州藩の家老を釈放するなどしたことから、幕命により10月29日に強制隠居処分に処せられ、宗武が家督を継いだ。
慶応4年（1868年）の戊辰戦争では宮津藩は新政府に恭順し、山城八幡の警備を命じられたが、八幡警備に出陣した部隊が新政府軍に発砲したため、朝敵とされた。これにより在洛していた宮津藩兵は武装解除され、1月10日、宗武は入洛禁止の処分を受けた。1月23日、国元の重臣は西園寺公望率いる山陰鎮撫使に降伏している。2月11日、重臣は宗武の弟の新政府軍参加を申し入れる。2月24日に父宗秀が上洛し、謝罪と宗武の隠居を申し入れたが、宗武の隠居と宗秀の再相続は認められなかった。また、鳥羽・伏見の戦いの責任者として重臣2名の切腹を申し入れているが、長州藩からの申し出によって長州征伐時の宗秀の長州家老釈放の功と引換に助命されている。4月29日に上洛し、5月23日、謹慎を解かれた。9月1日、新政府に2万両を献金する。
明治2年（1869年）6月19日、版籍奉還により宮津藩知事に任じられ、明治4年（1871年）7月15日の廃藩置県で知藩事職を免職された。1873年（明治6年）からは開拓使として北海道の農業開拓に従事した。
1875年（明治8年）、教部省大講義及び籠神社宮司に就任した。この頃、旧宮津藩士・小室信介らによる「天橋義塾」設立を援助している。
1884年（明治17年）、子爵に列した。
1888年（明治21年）、山岡鉄舟、鳥尾小弥太、川合清丸らと「日本国教大道社」を設立し、大道社の副社長となった。
1893年（明治26年）4月28日に死去。享年48。

## 文芸
宗武は俳句や川柳に堪能で、しばしば句会を開いた。明治2年（1869年）から、弟の朽木綱鑑への近況報告という形式をとった手書き冊子「謝海新聞」を少部数作成し、俳句や和歌、狂歌などを発表した。「謝海新聞」はその後、第48篇まで作成された。その他、滑稽雑誌『團團珍聞』などに狂歌や川柳を盛んに投稿し、「滑稽投書家の横綱格」と評価された。

## 系譜
- 父：松平宗秀（1809年 - 1873年）
- 母：不詳
- 正室：波子 - 牧野誠成の娘
- 室：恵津 - 長沢宗正姉
  - 次男：本荘宗義（1867年 - 1915年）
- 生母不明の子女
  - 三男：伊集院兼知（1870年 - 1957年） - 伊集院兼寛の養子
  - 次女：栄（1876年 - 1895年） - 足利於菟丸正室
  - 四女：清子 - 井伊直方正室
  - 女子：峯子 - 大久保忠一正室
  - 女子：喜和 - 吉井信宝正室
  - 女子：須寿 - 山口弘達継室、のち浜池八郎室
  - 女子：多津 - 小島勇之助室

## 家臣
宇治川嘉左衛門
河瀬秀治